# Antoni Pawłowski (generał)
Antoni Wincenty Pawłowski herbu Jastrzębiec (ur. 1781 w Tęgoborzu na ziemi sądeckiej, zm. 06 kwietnia 1859 w Warszawie) – generał brygady Wojska Polskiego, uczestnik powstania listopadowego, uczestnik wojen napoleońskich.

## Rodzina
Syn małżonków Anny i Franciszka Pawłowskich herbu Jastrzębiec. Ożeniony 02 października 1816 roku z Teklą Górską h. Bożawola. Mieli troje dzieci: Karolinę, Zygmunta i Antoniego. Synowie służyli w armii rosyjskiej. 

## Kariera wojskowa
W 1806 wstąpił jako kapral do 2 Pułku Piechoty. Po trzech miesiącach awansowany został do stopnia podporucznika, a po upływie kolejnego miesiąca - porucznika. Odbył kampanię mazurską w bitwie pod Serockiem. W 1807 w stopniu kapitana dowodził kompanią grenadierów. W 1809 jako dowódca batalionu walczył na wojnie z Austrią. W stopniu majora w 1812 odbył kampanię moskiewską w 17 Pułku Piechoty. Odznaczył się w bitwie nad Berezyną i podczas walk odwrotowych Napoleona. W latach 1813–1814 przeszedł szlak bojowy Armii Księstwa Warszawskiego.
Po powrocie do kraju został przyjęty do służby w Wojsku Polskim Królestwa Polskiego w stopniu podpułkownika. W 1817 pełnił służbę w Pułku 5 Piechoty Liniowej, a od 6 lutego 1818 do 1829, w stopniu pułkownika, dowodził Pułkiem 6 Piechoty Liniowej w Rawie Mazowieckiej. W 1829 w stopniu generała był dowódcą 3 Brygady, a w następny roku 2 Brygady 1 Dywizji Piechoty.
W powstaniu listopadowym 1831, od stycznia 1831 r. pełnił obowiązki inspektora piechoty rezerwowej, a potem komisarza zakładu ogólnego piechoty. Zdymisjonowany został we wrześniu tegoż roku.
Po upadku powstania przeszedł do służby rosyjskiej i piastował stanowisko prezesa Dyrekcji Generalnej Szpitali. W latach 1834–1843 był dowódcą X Okręgu Straży Wewnętrznej (żandarmerii). Karierę zakończył na stanowisku naczelnika wojennego Guberni Mazowieckiej przechodząc w stan spoczynku w 1844 roku. Na emeryturze osiadł w Warszawie i tam zmarł. 

## Ordery i odznaczenia
- Krzyż Złoty Orderu Wojennego Virtuti Militari
- Order św. Stanisława kl. 2

## Miejsce spoczynku

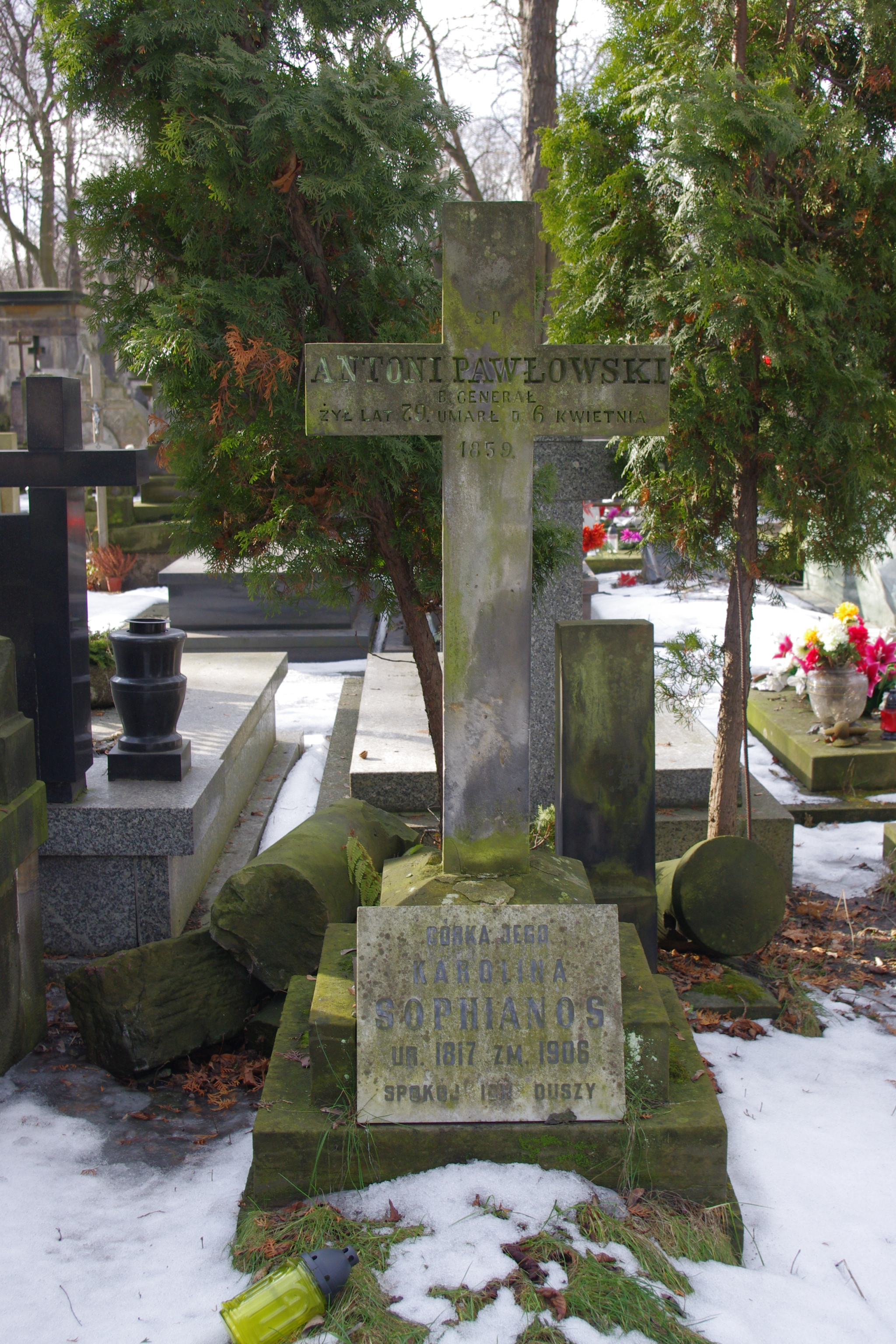
Grób gen. Antoniego Wincentego Pawłowskiego i jego córki Karoliny Julianny Sophianos na Cmentarzu Powązkowskim w Warszawie

Pochowany został na Cmentarzu Powązkowskim (kwatera 25-1-17).